# Tetraena madagascariensis
Tetraena madagascariensis är en pockenholtsväxtart som först beskrevs av Henri Ernest Baillon, och fick sitt nu gällande namn av Beier & Thulin. Tetraena madagascariensis ingår i släktet Tetraena och familjen pockenholtsväxter. Inga underarter finns listade i Catalogue of Life.